# STRAWBERRY BUTTERFLY
「STRAWBERRY BUTTERFLY」（ストロベリー バタフライ）は、vistlipの5枚目のシングル。2010年5月12日発売。発売元はマーベラスエンターテイメント。

## 解説
- 前シングル「-OZONE-」から約9か月ぶりのリリース。
- 通常盤「lipper」と、「STRAWBERRY BUTTERFLY」video clip付き「visiter」の2タイプ発売。

## 収録曲
1. STRAWBERRY BUTTERFLY (4:40)
  - 作詞: 智、作曲: 瑠伊、編曲: vistlip
2. Night Parade (3:44)
  - 作詞: 智、作曲: Yuh、編曲: vistlip
3. NEXT（通常版のみ） (3:44)
  - 作詞: 智、作曲: 海、編曲: vistlip